# اچ‌ام‌اس اربوس (آی۰۲)
اچ‌ام‌اس اربوس (آی۰۲) (به انگلیسی: HMS Erebus (I02)) یک کشتی بود که طول آن ۴۰۵ فوت (۱۲۳٫۴ متر) بود. این کشتی در سال ۱۹۱۶ ساخته شد.